# Haematopota similis
Haematopota similis är en tvåvingeart som beskrevs av Ricardo 1906. Haematopota similis ingår i släktet Haematopota och familjen bromsar. Inga underarter finns listade i Catalogue of Life.